# Marvintsi
Marvintsi (en macédonien Марвинци) est un village du sud-est de la Macédoine du Nord, situé dans la municipalité de Valandovo. Le village comptait 504 habitants en 2002.

## Démographie
Lors du recensement de 2002, le village comptait 225 macédoniens et 279  Serbes.